# Chirped pulse amplification
Chirped pulse amplification (CPA) je technika zesilování laserového svazku, založená na časovém roztažení impulsu před zesílením a jeho následné kompresi po zesílení.
Tato technika byla původně navržena ke zvýšení výkonu radarů v 60. letech 20. století. V polovině 80. let téhož století Donna Stricklandová a její školitel Gérard Mourou na University of Rochester poprvé použili tuto techniku k zesilování laserového svazku. Do té doby byla intenzita laserů limitována kvůli možnému poškození optických prvků díky nelineárním procesům (např. samofokuzace, filamentace laserového svazku).
Časové prodloužení laserového impulsu je potřebné ke snížení intenzity laserového svazku tak, aby jeho velká intenzita nepoškodila aktivní médium, ve kterém se svazek zesiluje. Po zesílení v několika laserových zesilovačích se svazek zase zkrátí v optickém kompresoru. Jeho podstata je podobná prodlužovači, ale délky optických drah pro jednotlivé spektrální složky impulsu musí mít opačné pořadí. Protože čelo impulsu mělo v prodlužovači nejkratší optickou dráhu, tak v kompresoru ji musí mít nejdelší.
Obě zařízení (prodlužovač, kompresor) využívají disperzní prostředí, což je hmotné prostředí, jehož klíčovou vlastností je citlivost k vlnové délce procházejícího laserového svazku. Pokud je prostředí takové, že čím kratší je vlnová délka, tím pomaleji impuls postupuje, je to prostředí s normální disperzí. Pokud platí, že čím delší je vlnová délka, tím pomaleji impuls postupuje, pak je to prostředí s anomální disperzí.
Využívá se faktu, že čím kratší je elektromagnetický impuls, tím širší je jeho spektrální rozklad. Laserové impulsy s vysokou energií ovšem nemají dostatečně široké spektrum. Zkrátit je výše uvedenou metodou CPA je v principu možné, nikoli však do femtosekundové oblasti. K zesilování ultrakrátkých impulsů až na petawattovou úroveň se v současné době prakticky ve všech laserových systémech po celém světě využívá technika OPCPA.